# Laboratoire de flottabilité neutre
Pour les articles homonymes, voir NBL.
Le laboratoire de flottabilité neutre  (en anglais : Neutral Buoyancy Laboratory, abrégé par le sigle NBL) est un équipement d'entraînement pour les astronautes américains de la NASA en service depuis avril 1995, situé dans le Sonny Carter Training Facility du Centre spatial Lyndon B. Johnson, à Houston au Texas.

## Caractéristiques
Elle consiste en une piscine de flottabilité neutre, permettant l'entraînement à des sorties extravéhiculaires à venir.
Le bassin a une longueur de 61 mètres pour une largeur 31 mètres  et une profondeur de 12 mètres. Le volume  d'eau est de 23,5 millions de litres. Au fond de la piscine, se trouve une reproduction de la partie américaine de la Station Spatiale Internationale.